# Kreiskomposition
Die Kreiskomposition ist eine Kompositionsart, bei der Personen, Tiere und Gegenstände innerhalb eines Bildwerkes einen Kreis bilden oder bei der ein kreis- oder kugelförmiger Gegenstand eine wichtige Rolle spielt. Außerdem lässt sich ein kreisrundes Format (Bildformat) als Kreiskomposition bezeichnen. Dies findet sich häufig bei Buttons (Ansteckplaketten), Medaillen, Münzen oder Plaketten. Bei Gemälden oder Reliefs wird die runde Form als Tondo (Rundbild) bezeichnet.

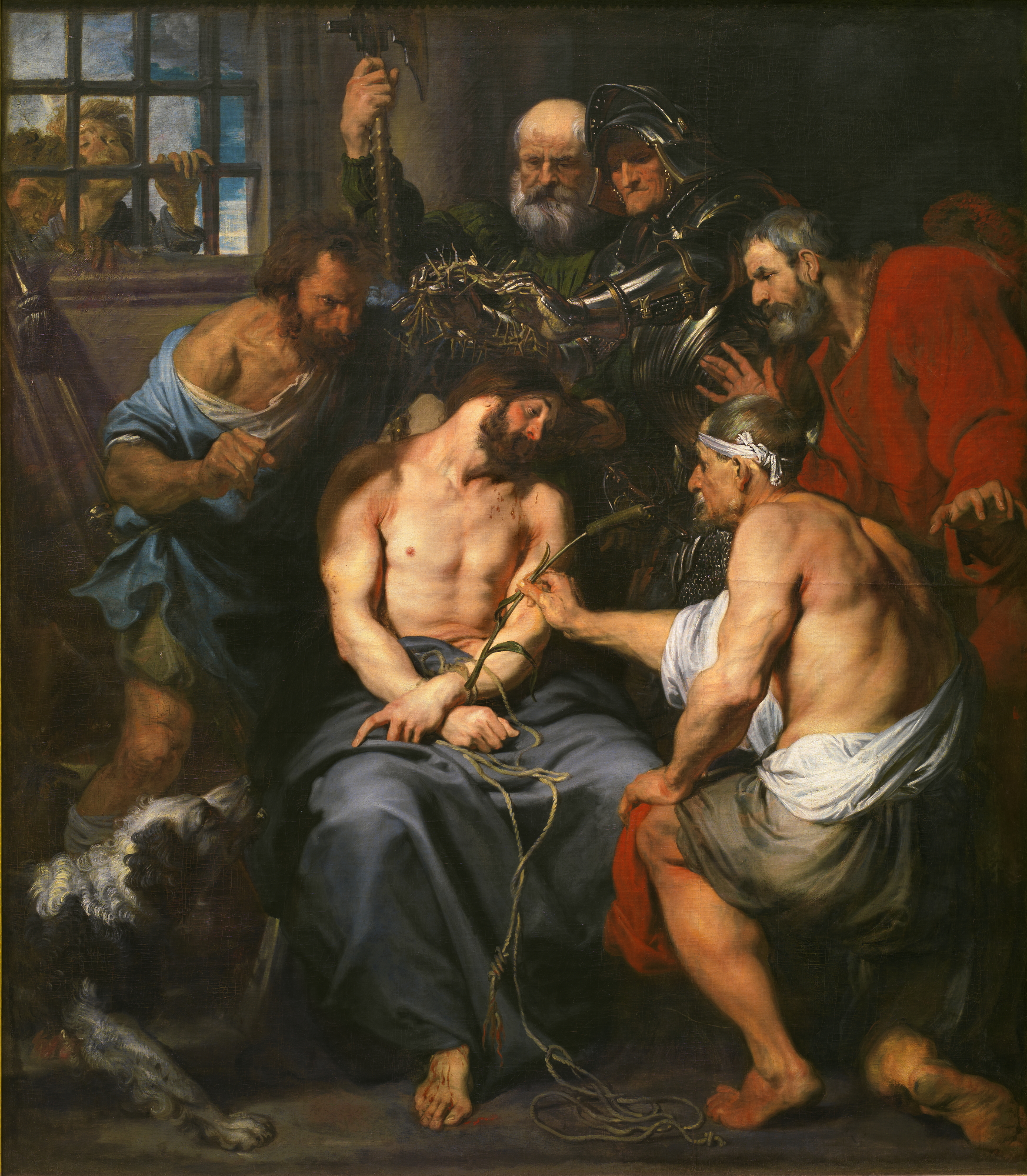
Innerhalb des quadratischen Gemäldes bilden die Personen einen Kreis. Anthony van Dyck: Dornenkrönung, 1618–1620.
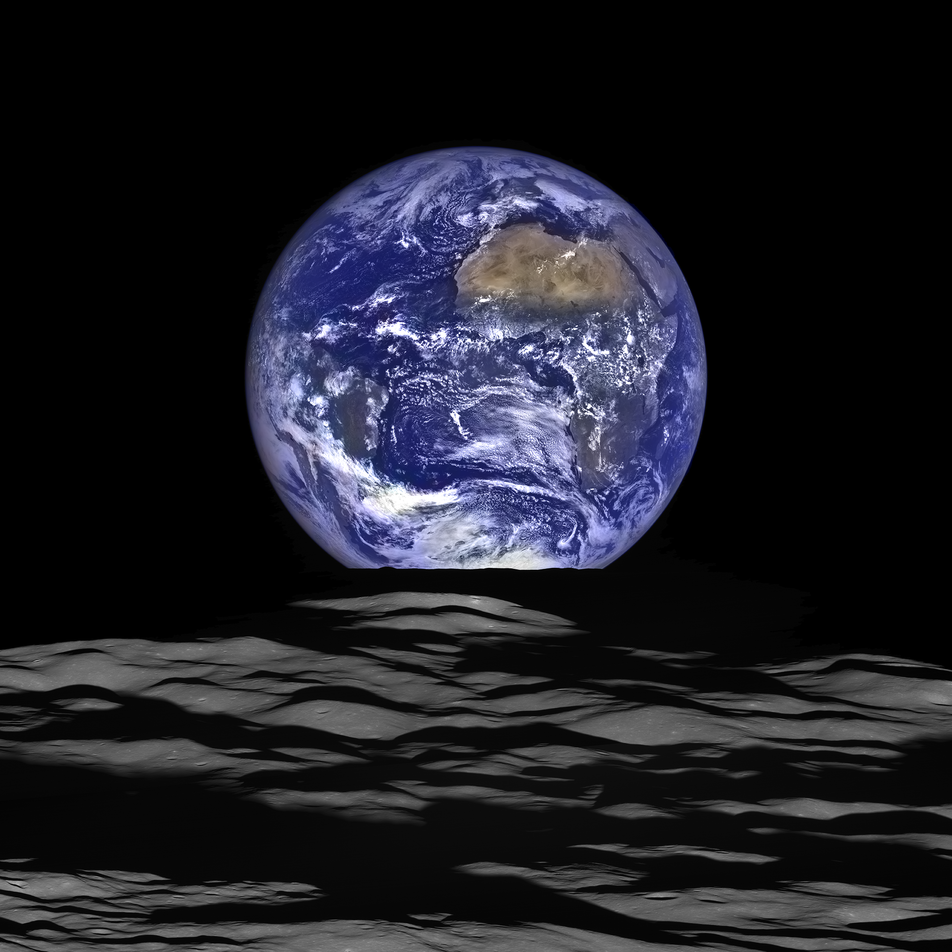
Die Kreisform (die Erde) ist zentrales Element der Komposition. Erdaufgang über dem Compton-Mondkrater, NASA Fotografie 2015.
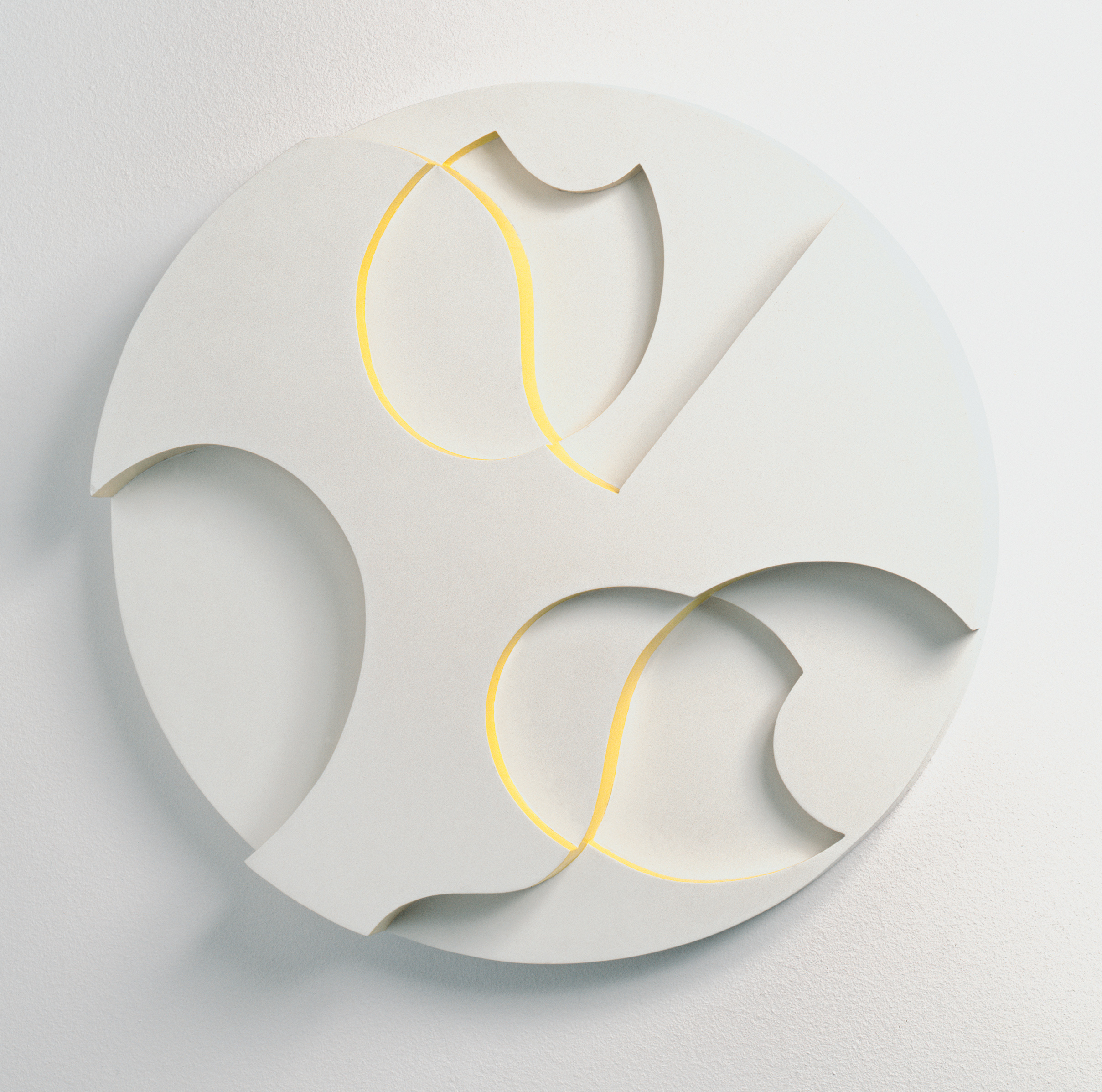
Das Relief besitzt ein kreisförmiges Format (Tondo). Sophie Taeuber-Arp: Muscheln und Blumen, 1938.

Man findet Kreiskompositionen in der Malerei, Grafik, Plastik, Architektur, Fotografie, Stadtgestaltung, Gartengestaltung, im Film und Design.

## Wirkung und Symbolik
Wegen der runden Form ergibt sich eine dynamische Grundwirkung. Außerdem kann die Wirkung abgeschlossen, bewegt, gefühlvoll, göttlich, harmonisch, unendlich oder auch eingrenzend und monoton sein. Der Kreis lässt sich als Symbol für Einheit, Ewigkeit, Geschlossenheit, Gott, Harmonie, Heiligkeit, Vollkommenheit, Würde, für den Himmel und das Universum deuten. Die sakrale Bedeutung ist oft mit Sonnenkulten in Verbindung zu bringen.

## Geschichte
Einer der frühesten Kreiskompositionen ist in der ägyptischen Kunst der Ouroboros (Schlange der Ewigkeit), der eine Schlange darstellt, die ihren eigenen Schwanz verschlingt. Seit dem 3. Jahrhundert v. Chr. gibt es im Buddhismus das Dharmachakra (Rad des Dharma oder Rad des Gesetzes). Es ist das wichtigste Symbol dieser Religion. In der Antike tritt die Kreiskomposition immer wieder auf, ob als Medaille, Münze, Grundrissform von Gebäuden oder in der Vasenmalerei. Besonders häufig findet der Kreis als harmonische, ideale, symbolträchtige Form in klassischen Perioden wie der Renaissance seine Anwendung in Architektur, Plastik und Malerei, beispielsweise bei Sandro Botticelli oder Michelangelo. In der Neuzeit findet die architektonische Kreiskomposition Anwendung bei Hotels, Nutzbauten (wie Silos) oder wissenschaftlichen Einrichtungen (wie Radioteleskopen).

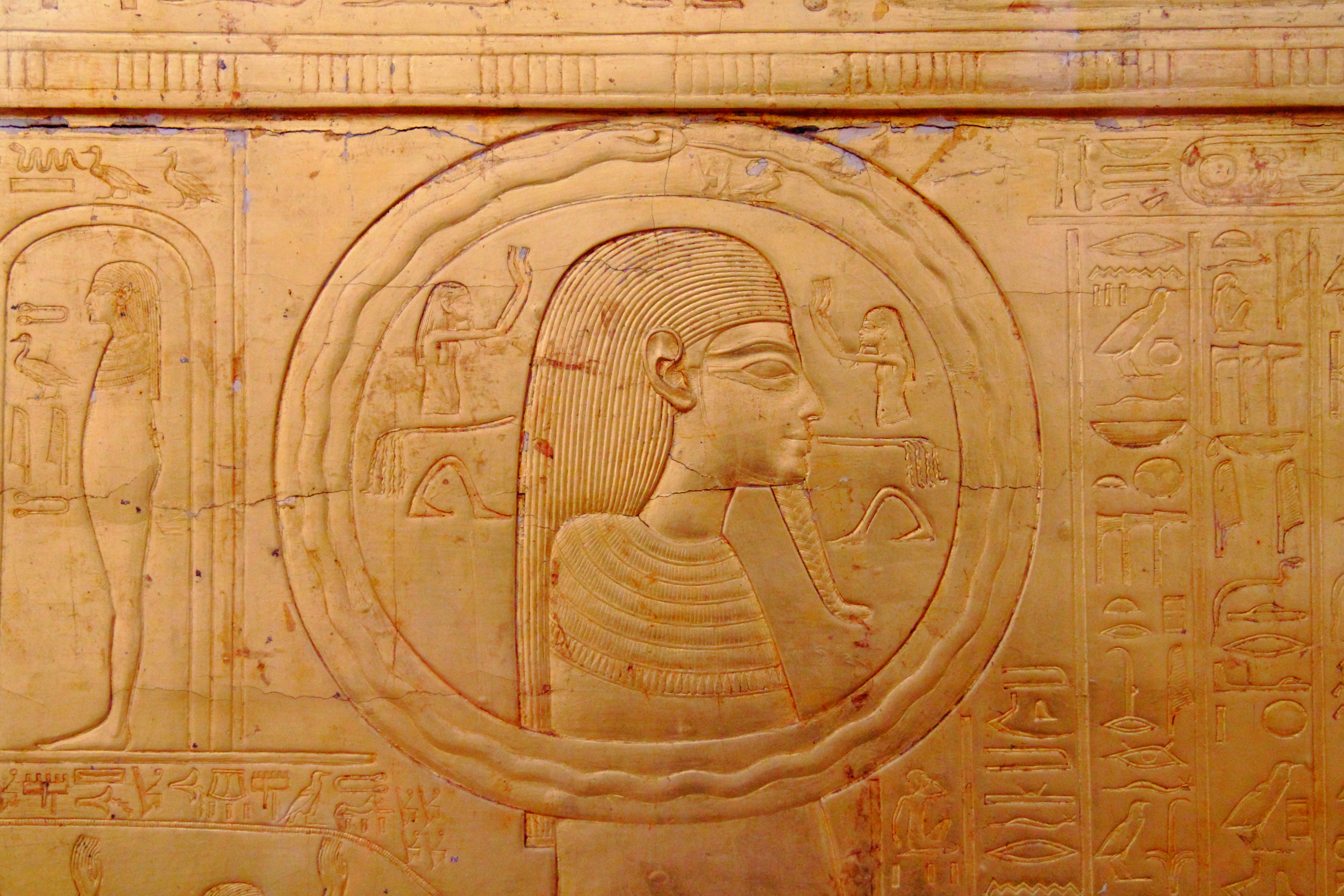
Altägyptischer Ouroboros: Aus dem Grab des Tutanchamun, um 1320 v. Chr.
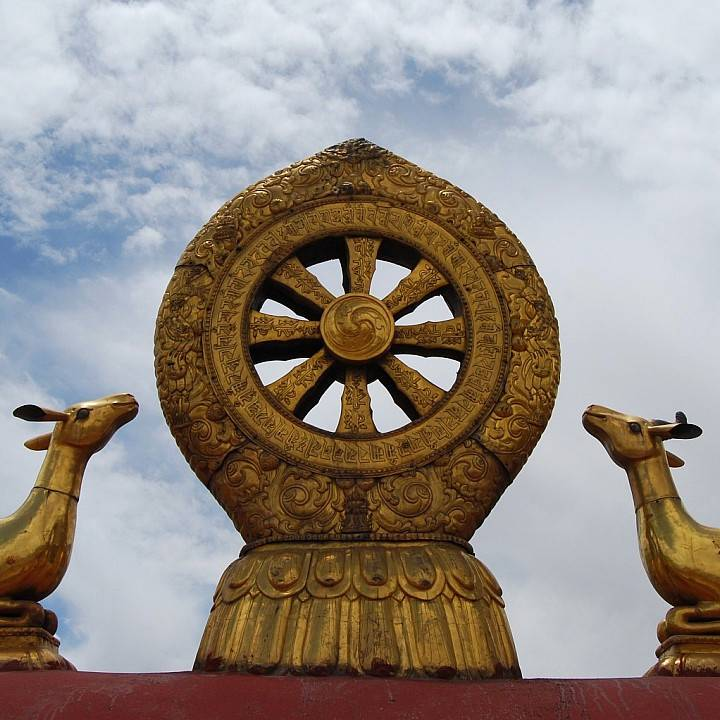
Dharmachakra: Auf dem Jokhang Tempel in Lhasa.
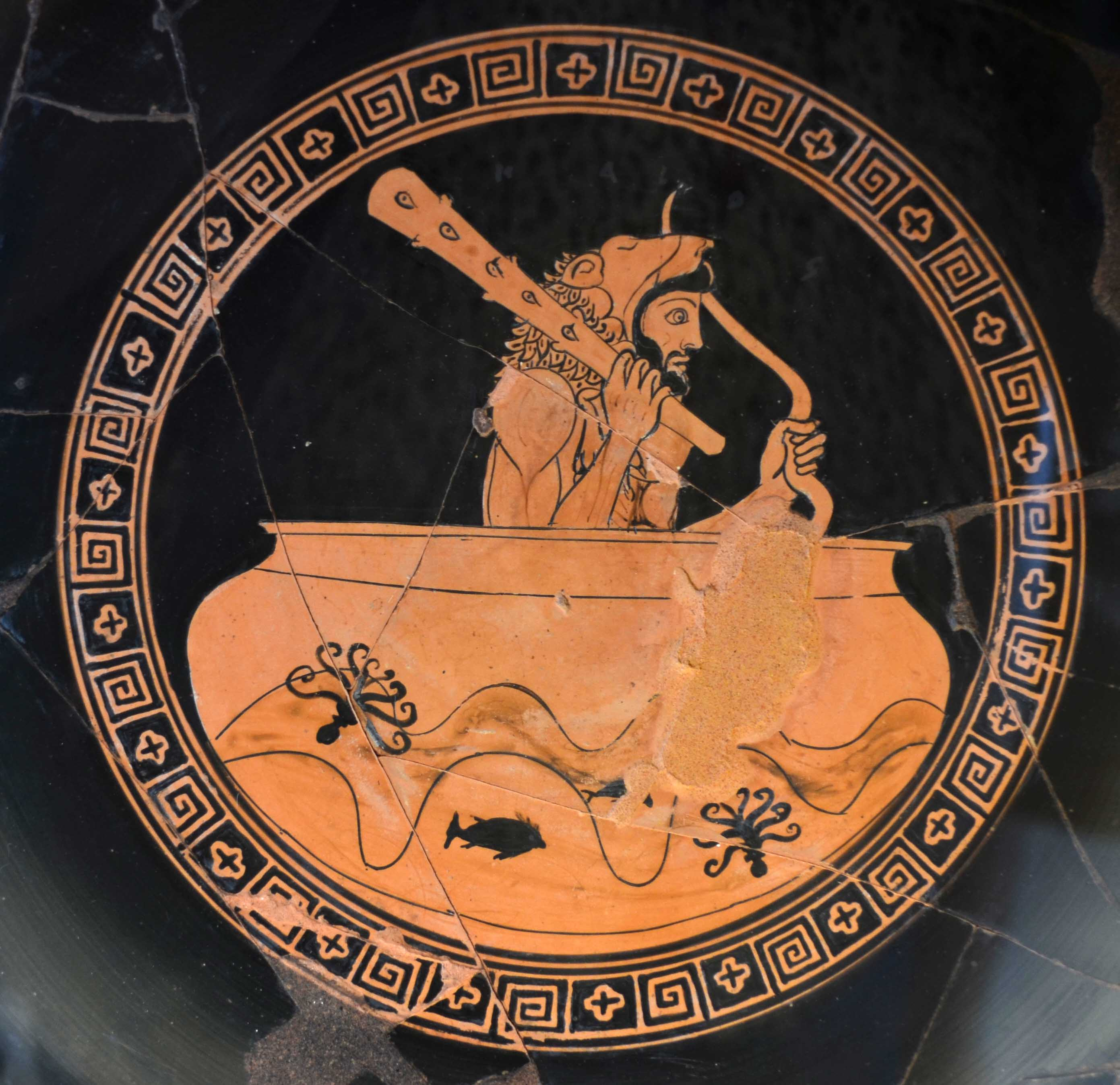
Griechische Vasenmalerei: Herakles, ca. 480 v. Chr.
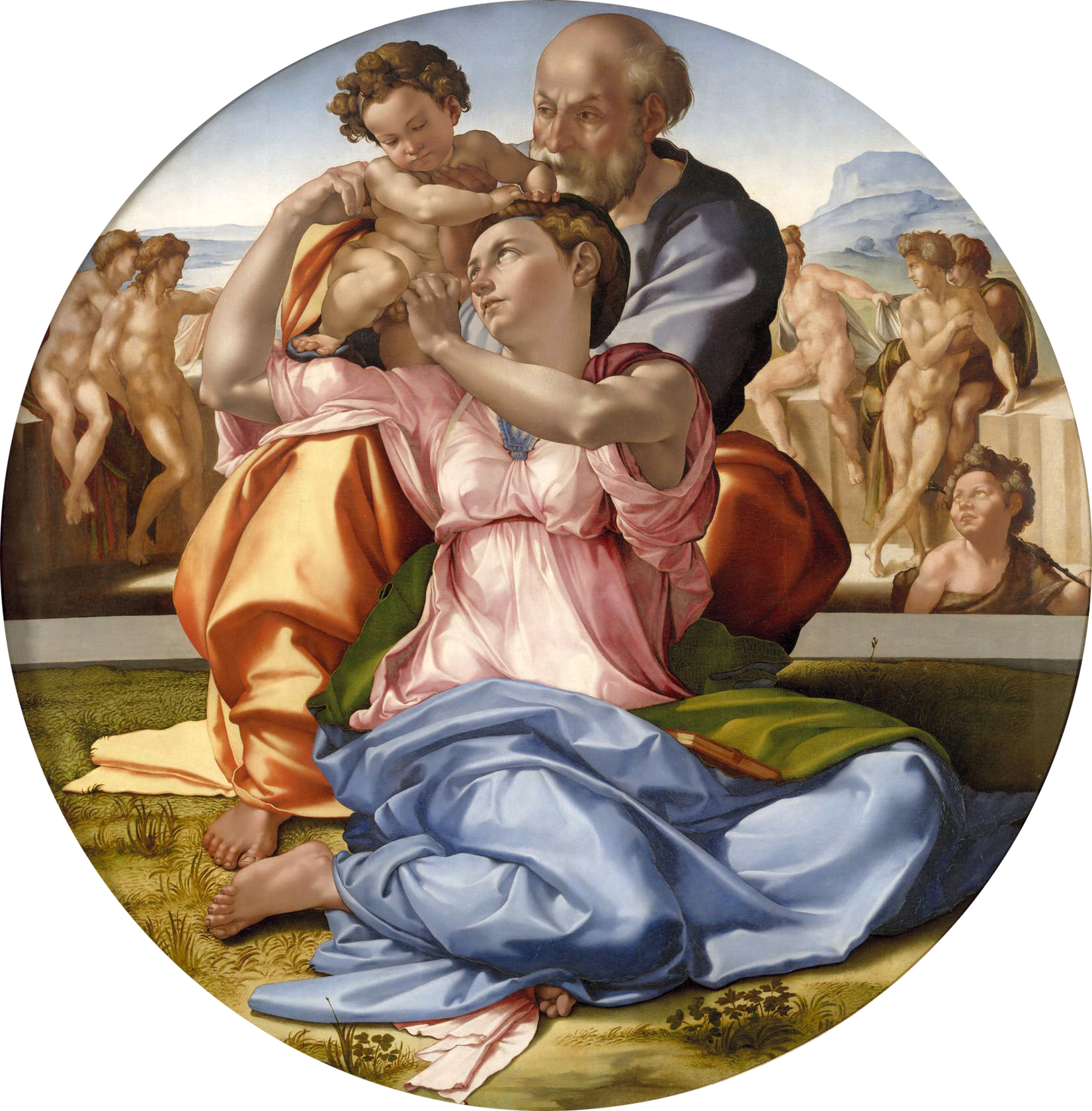
Renaissance-Malerei: Michelangelo: Heilige Familie (Tondo Doni), 1506.
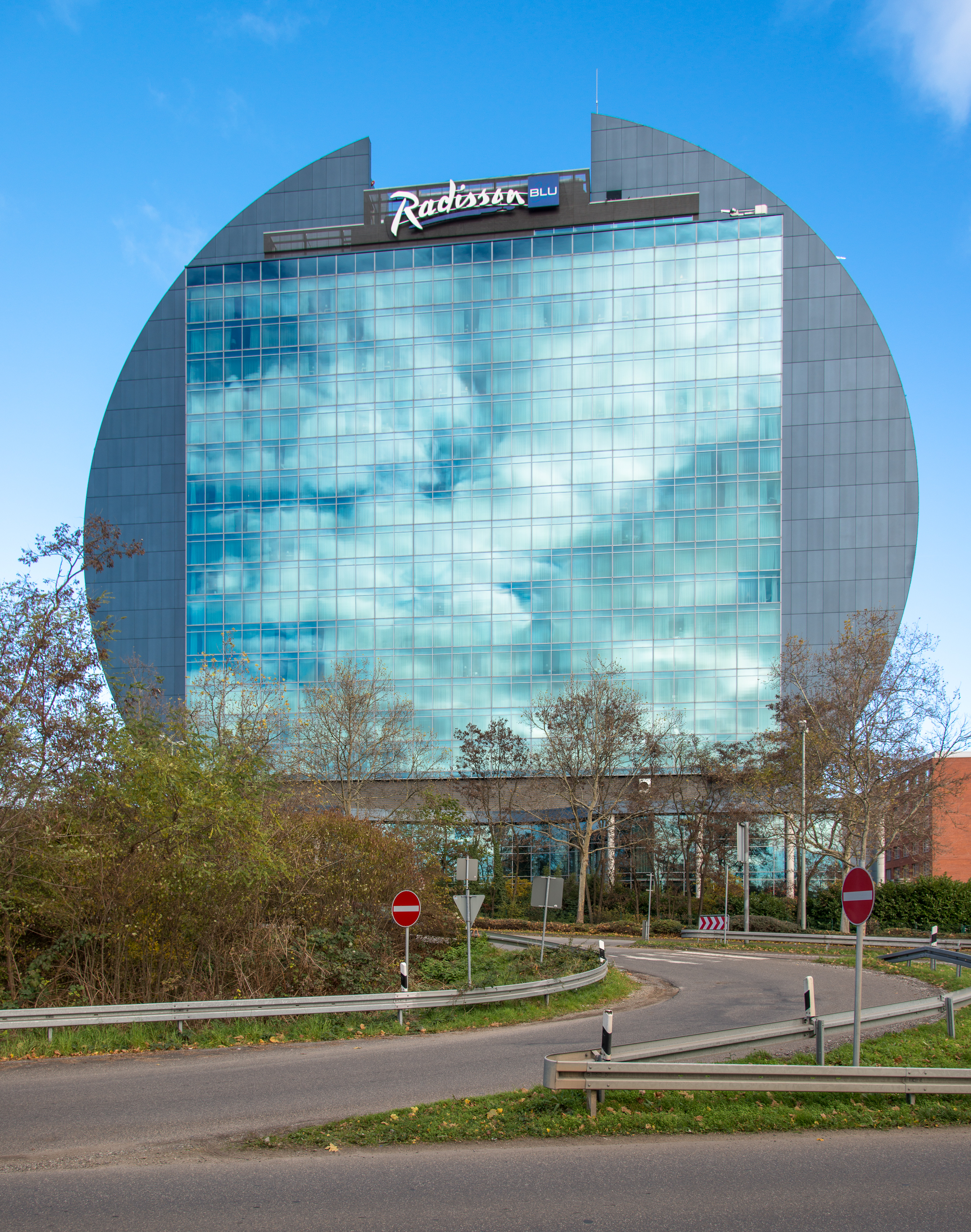
Modernes Hotel: Radisson-Blu-Hotel in Frankfurt am Main.
An-Aus-Schalter.